# Hinojosa del Duque
Hinojosa del Duque település Spanyolországban, Córdoba tartományban. Hinojosa del Duque Villanueva del Duque, Fuente la Lancha, Bélmez, Peñarroya-Pueblonuevo, La Granjuela, Valsequillo, Monterrubio de la Serena, Belalcázar, El Viso és Villaralto községekkel határos. Lakosainak száma 6563 fő (2024).

## Népesség
A település népessége az elmúlt években az alábbi módon változott:
| Lakosok száma | 7866 | 7643 | 7546 | 7407 | 7329 | 7126 | 6989 | 6788 | 6684 | 6563 |
|               | 2001 | 2004 | 2006 | 2009 | 2011 | 2014 | 2016 | 2019 | 2021 | 2024 |